# Bad Ems

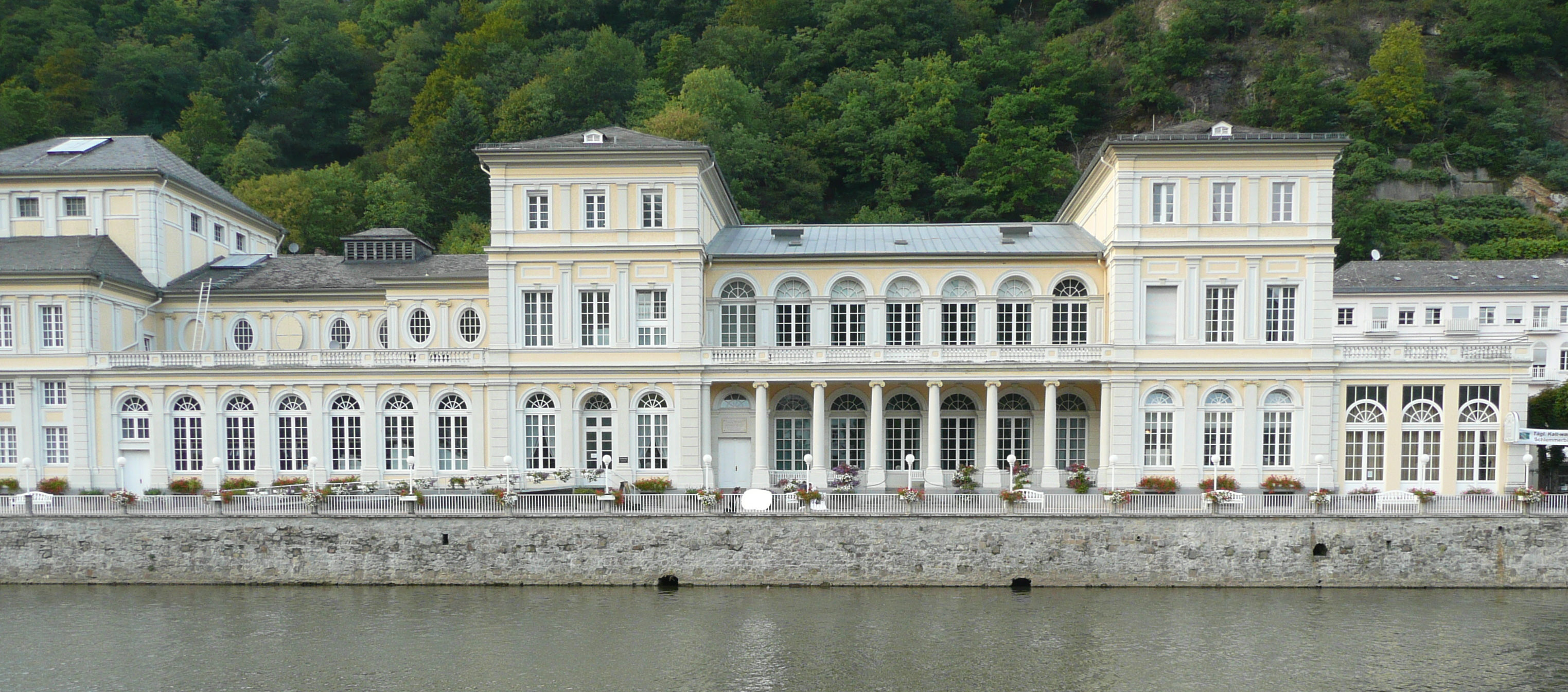
Bad Ems

Bad Ems este un oraș pe malul lui Lahn în landul Renania-Palatinat, Germania.

## Date geografice
Orașul se află situat pe ambele maluri a râului Lahn între Taunus și Westerwald la marginea Parcului Național Nassau.

## Istoric
Deja în perioada romană exista așezarea pe locul castelului Ems, aici erau staționate trupele militare auxiliare romane, care apărau granița imperiului, de la care s-au păstrat urme care se pot vedea și în prezent. Din perioada romană s-a exploatat aici argint.
Prin anii 880 satul Ems se dezvoltă fiind amintit prin secolul VI ca și o așezare francă. In anul 1324 i se acordă localității drepturile de oraș, mulțumită apelor termale din regiune în anul 1382 orașul devine o stațiune balneară fiind contruite băi în timpul principilor din Nassau.

## Vezi și

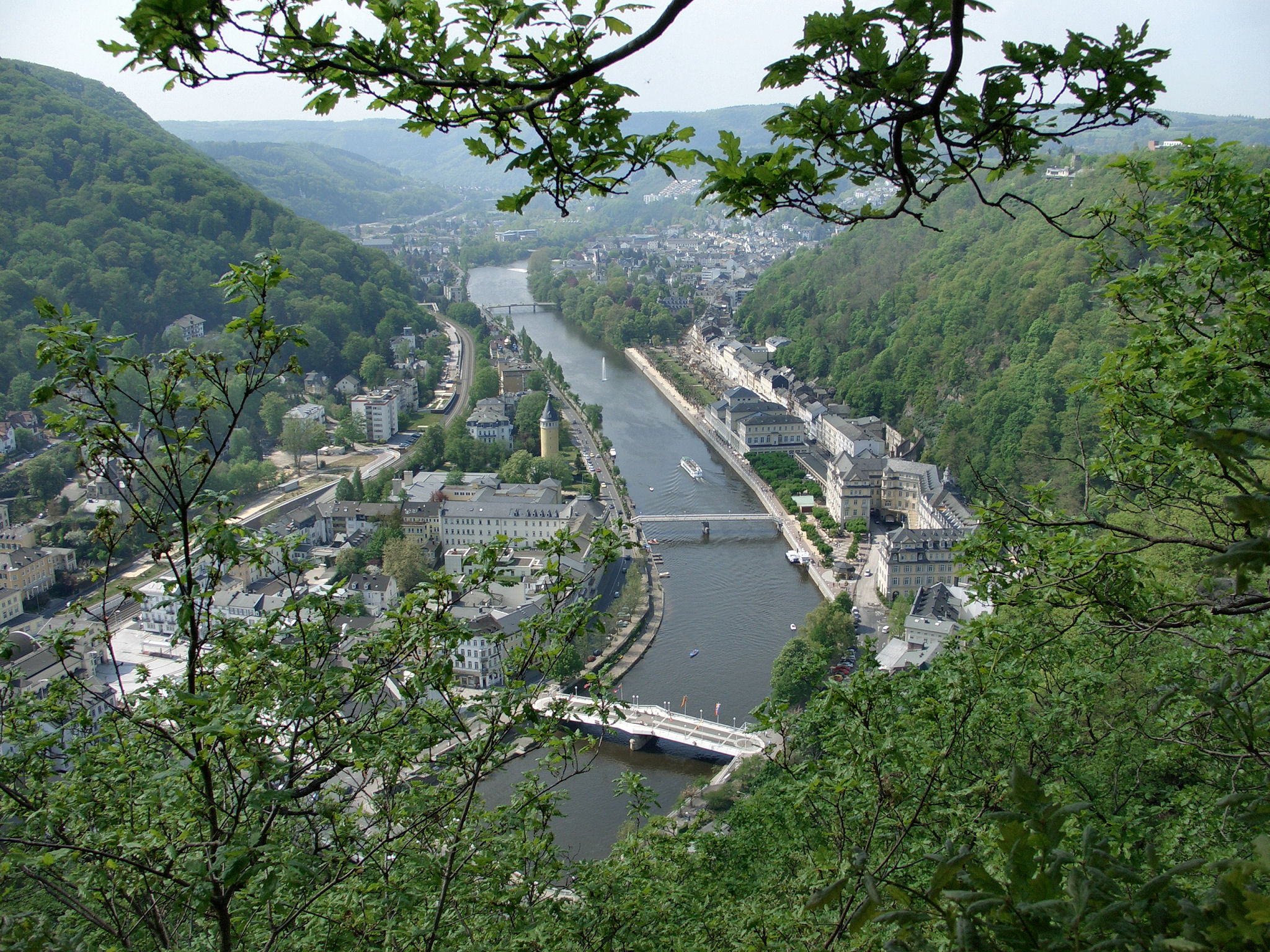
Bad Ems

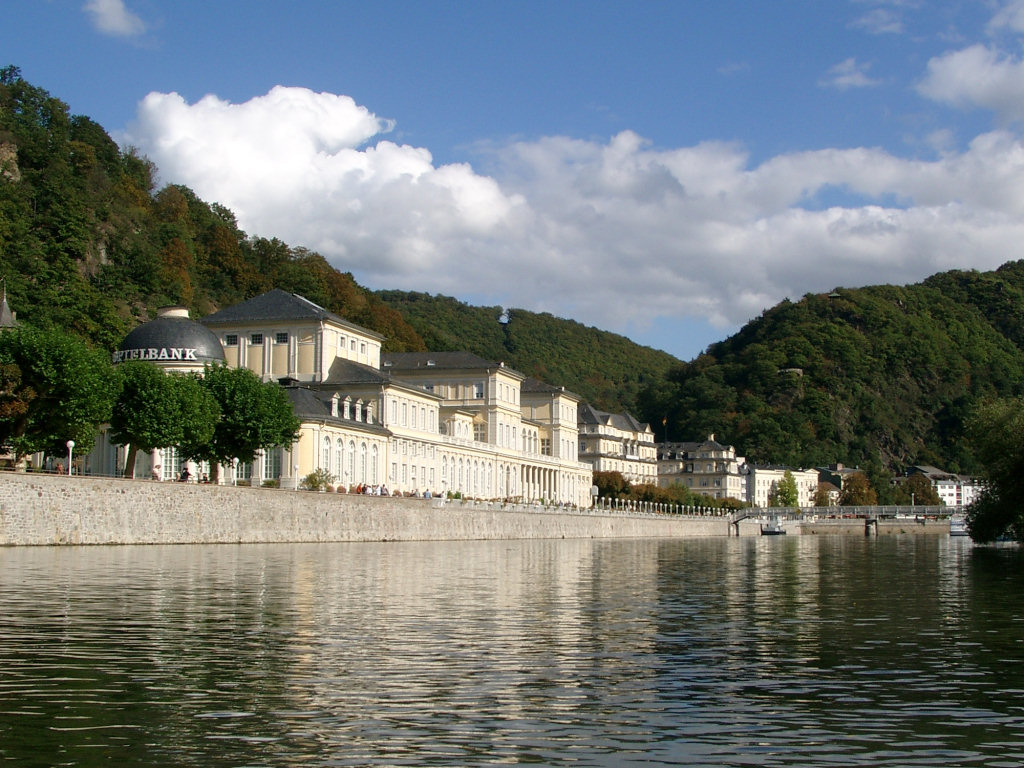
Bad Ems